# Vítor Manuel Aguiar e Silva
Vítor Manuel Aguiar e Silva (Real, Penalva do Castelo, 15 de septiembre de 1939-12 de septiembre de 2022) fue un poeta, filólogo y profesor portugués. 

## Biografía
Vítor Manuel Aguiar e Silva nació en Real (Penalva do Castelo), Portugal, el 15 de septiembre de 1939. Realizó sus estudios secundarios en Viseu y en la Universidad de Coímbra cursó Letras. Se graduó en Filología románica y obtuvo un doctorado en Literatura portuguesa.

## Trayectoria
Asumió el puesto de profesor en la Facultad de Letras de la misma universidad en 1979 y se trasladó a la Universidad del Miño en 1989, donde ocupó el cargo de vicerrector durante 12 años.
Coordinó el grupo de trabajo para la creación del Instituto Camões y la Comisión Nacional de Lengua Portuguesa (CNALP). Fue miembro del Consejo Nacional de Cultura. 
Fue uno de los académicos que firmó el Manifiesto en Defensa de la Lengua Portuguesa contra el Acuerdo Ortográfico de 1990, que a partir del 2 de mayo de 2008 recogió más de 90.000 firmas.
En 2007 recibió el premio «Vida Literaria» de la Asociación Portuguesa de Escritores.